# Sitio de Siracusa (278 a. C.)
El Sitio de Siracusa en el 278 a.C. fue el último intento de Cartago de conquistar la ciudad de Siracusa. Siracusa fue debilitada por una guerra civil entre Tenón y Sóstrato. Los cartagineses utilizaron esta oportunidad para atacar y sitiar Siracusa por tierra y mar. Tenón y Sóstrato apelaron al rey Pirro de Epiro para acudir en ayuda de Siracusa. Cuando Pirro llegó, el ejército y la marina cartagineses se retiraron sin luchar.

## Cartago ataca a una Siracusa dividida
Hicetas, el tirano de Siracusa, fue quitado del poder por Tenón. Sóstrato desafió entonces a Tenón por el poder de Siracusa. Sóstrato capturó la parte de Siracusa en el continente siciliano, mientras que Tenón se mantuvo en la parte de la ciudad en la isla de Ortigia. Cuando las dos facciones en Siracusa estaban agotadas por su guerra, los cartagineses aprovecharon la situación y sitiaron la ciudad por tierra y mar. Bloquearon el Gran Puerto con cien barcos y sitiaron las murallas con 50.000 hombres, mientras saqueaban el territorio alrededor de la ciudad. Ambas facciones en guerra en Siracusa pidieron a Pirro de Epiro que proporcionara ayuda. Esperaban que Pirro ayudara porque su esposa Lanasa era hija de Agatocles, un antiguo tirano de Siracusa. 

## Pirro llega para calmar Siracusa
Pirro, que estaba librando la guerra contra la República romana en el sur de Italia en ese momento, aceptó. La reputación de Pirro como libertador de los griegos de las amenazas bárbaras habría sido dañada si Siracusa hubiese sido conquistada por Cartago. Además, Sicilia ofreció la oportunidad de una posible invasión de Libia, como Agatocles había hecho antes de él. Pirro llegó a Sicilia a principios del 278 a. C. Cuando aterrizó en Sicilia hizo una alianza con Tindarión, el gobernante de Taormina. Después de recibir soldados de esa ciudad, continuó hasta Catana, donde desembarcó su infantería. Mientras trasladaba su ejército y flota a Siracusa, los cartagineses habían enviado treinta de sus barcos a otras misiones. El resto de la flota y el ejército se retiraron y Pirro entró en Siracusa sin oposición. Después de que Tenón y Sóstrato le entregaran la ciudad, él los reconcilió.

## Consecuencias
Pirro añadió la flota de Siracusa a su propia flota. Siracusa poseía más de 120 barcos con cubierta, 20 sin cubierta y un enneres real, aumentando su flota a más de 200 barcos. Heráclides, el gobernante de Leontinos, le entregó también la ciudad y su ejército de 4.000 hombres de infantería y 500 de caballería. Después de recibir muchas otras ciudades sicilianas en alianza, esperaba incluso conquistar Libia. Pirro rechazó las súplicas cartaginesas por la paz y atacó su territorio en Sicilia. Redujo su territorio a Lilibea, su último bastión en Sicilia occidental. Pirro sitió Lilibea, pero no pudo tomarla porque Cartago todavía controlaba el mar y suministraba bien la ciudad. Levantó el asedio y comenzó a prepararse para invadir Libia con su flota. Para entonces fue despreciado por los griegos sicilianos por su comportamiento autoritario. La gota que colmó el vaso para los griegos sicilianos fue la ejecución de Tenón. Aunque Tenón y Sóstrato cooperaron con Pirro, él no confiaba en ellos. Cuando Sóstrato ya no se sentía seguro, huyó y acusó a Tenón de conspirar en su contra y lo mató. Los griegos sicilianos se volvieron hostiles con él, y algunas ciudades se aliaron con los cartagineses y los mamertinos. En este punto decidió regresar al sur de Italia para apoyar a los samnitas y tarentinos, que estaban perdiendo la guerra con la República romana.